# Tiziana Veglia
Tiziana Veglia (Torino, 13 settembre 1992) è un'ex pallavolista italiana, nel ruolo di centrale.

## Carriera

### Club
La carriera di Tiziana Veglia inizia nelle giovanili dell'Asystel di Novara nel 2008: tuttavia ottiene delle convocazioni in prima squadra, in Serie A1, sia nella stagione 2008-09 che in quella 2009-10.
Nell'annata 2010-11 è all'Alfieri Cagliari, in Serie B1, mentre nella stagione successiva gioca in Serie A2 nel Cuatto Giaveno. Ritorna nuovamente in Serie B1 per il campionato 2012-13 ingaggiata dallo Snoopy Pesaro, categoria dove resta anche nella annata seguente vestendo la maglia del Red.
Nella stagione 2014-15 si accasa al New Libertas di Aversa, in serie cadetta: tuttavia nel gennaio 2015 lascia la squadra campana per passare al Neruda di Bronzolo, nella stessa divisione, con cui conquista la Coppa Italia di categoria e la promozione in Serie A1, dove gioca con la stessa squadra nella stagione successiva.
Per il campionato 2016-17 difende i colori della Golem di Palmi, in Serie A2, mentre in quello 2017-18 è al Millenium Brescia, nella stessa serie, ottenendo una nuova promozione, e giocando con lo stesso club, nella stagione 2018-19, in Serie A1. Per l'annata 2019-20 firma per il Casalmaggiore, per poi far ritorno, nell'annata seguente, al club di Brescia, sempre in Serie A1.
Nella stagione 2021-22 sigla per la prima volta un contratto all'estero, approdando nella Ligue A francese col RC Cannes: al termine del campionato annuncia il suo ritiro dall'attività agonistica.

### Nazionale
Nel 2009 viene convocata nella nazionale italiana Under-18.

## Palmarès

### Club
- Coppa Italia di Serie A2: 1

2014-15